# Berillium-hidrid
A berillium-hidrid egy kémiai vegyület, képlete BeH2 vagy ([BeH2])n. Oldhatatlan azokban az oldószerekben, amelyekben nem bomlik. Eltérően a 2. főcsoport nehezebb elemeinek hidridjeitől, amelyek ionvegyületek, a berillium-hidrid kovalens vegyület.

## Előállítása
Nem lehet elemi berillium és hidrogén reakciójával előállítani, de fémorganikus berillium(II)-vegyületek és hidridek (például lítium-alumínium-hidrid vagy diborán) reakciójával lehet előállítani. A reakciót dietil-éterben viszik végbe, mert a berillium-hidrid nem oldódik dietil-éterben és kicsapódik az oldatból:
{\displaystyle {\ce {2 Be(CH3)2 + LiAlH4 -> 2 BeH2 + LiAl(CH3)4}}}
De előállítható bisz(terc-butil)-berillium pirolízisével is 210 °C-on:
{\displaystyle \mathrm {Be(C_{4}H_{9})_{2}\rightarrow BeH_{2}+2\ H_{2}C\operatorname {=} C(CH_{3})_{2}} }
Először 1951-ben állították elő dimetil-berillium Be(CH3)2 és lítium-alumínium-hidrid LiAlH4 reakciójával.
Elő lehet állítani igen tiszta trifenil-foszfin és berillium-borohidrid reakciójával is:
Be(BH4)2 + 2 PPh3 → 2 Ph3PBH3 + BeH2

## Tulajdonságai
A berillium-hidrid egy szilárd fehér színű polimer anyag, amely elemeire bomlik 205-250 °C-on. Nedvesség- és levegő érzékeny, nem oldható a legtöbb szerves oldószerben. Vízben berillium-hidroxid keletkezik belőle:
{\displaystyle \mathrm {BeH_{2}+2\ H_{2}O\longrightarrow \ Be(OH)_{2}+2\ H_{2}} }
A berillium-hidrid lánc alakú polimert képez, ahol minden egyes berilliumatom körül tetraéderesen négy hidrogén van. Hasonló felépítésű, mint az alumínium-hidrid.
Vízzel lassan reagál, de savakban gyorsan hidrolizálódik.
Reagál a trimetil-aminnal N(CH3)3 dimert képez áthidaló hidridekkel. A dimetil-aminnal (HN(CH3)2) trimer berillium-diamidot [Be(N(CH3)2)2]3 és hidrogént képez.
A lítium-hidriddel és a hidridionnal reagálva LiBeH3-et és Li2BeH4-et képez.

## Szerkezete
Általában amorf fehér színű szilárd anyag, de hexagonális kristályszerkezete is létezik ami nagyobb sűrűségű (~0,78 g cm−3), mint az amorf változat. Az amorf változatból állítják elő nyomással 0,5-2,5% LiH katalizátorral.
A kristályos változatnak tércentrált ortorombos elemi cellája van.

## Dihidroberillium
A dihidroberillium egy rokon vegyület, képlete BeH2. Szolvatálatlanul spontán autopolimerizálódik oligomerekké. Előállítható elektromos kisüléssel magas hőmérsékleten. Lineáris molekula, a Be-H kötés hossza 133,376 pm.
Elméletben a 2 koordinációs számú hidridoberillium csoport (-BeH) hidridoberilliumokat képez, mivel a dihidroberillium elektronpárt donáló ligandumot tartalmazó molekulákkal egyesül:
[BeH2] + L → [BeH2L]
Emiatt Lewis-sav karakterű. Két elektronpárt tud fogadni, így tetrahidroberillát(2) (BeH2−4) aniont képez.

## Felhasználása
Használják rakéta-üzemanyagként és moderátorként az atomreaktorokban.

## Fordítás
- Ez a szócikk részben vagy egészben  a   Berylliumhydrid című német Wikipédia-szócikk fordításán alapul.  Az eredeti cikk szerkesztőit annak laptörténete sorolja fel. Ez a jelzés csupán a megfogalmazás eredetét és a szerzői jogokat jelzi, nem szolgál a cikkben szereplő információk forrásmegjelöléseként.
- Ez a szócikk részben vagy egészben  a   Beryllium hydride című angol Wikipédia-szócikk fordításán alapul.  Az eredeti cikk szerkesztőit annak laptörténete sorolja fel. Ez a jelzés csupán a megfogalmazás eredetét és a szerzői jogokat jelzi, nem szolgál a cikkben szereplő információk forrásmegjelöléseként.